# Melanoxanthus melanocephalus
Melanoxanthus melanocephalus là một loài bọ cánh cứng trong họ Elateridae. Loài này được Fabricius miêu tả khoa học năm 1781.